# Franz Joseph Lederle

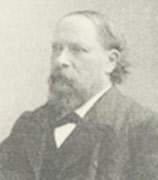
Franz Joseph Lederle

Franz Joseph Lederle (* 14. November 1826 in Basel; † 25. Mai 1905 in Freiburg im Breisgau) 
war ein deutscher Zeichner und Landschaftsmaler.

## Leben
Lederle begann 1851 seine künstlerische Ausbildung an der Kunstakademie in München. 1859 heiratete er Berta Luise Schmid, nachdem er zuvor vom katholischen zum evangelischen Glauben übergetreten war. Er lebte und arbeitete in Freiburg. Dort im Augustinermuseum werden auch viele seiner Bilder verwahrt.
Lederle wirkte 32 Jahre im Vorstand des Breisgauvereins Schauinsland. In der Zeitschrift dieses Geschichtsvereins sind zahlreiche Federzeichnungen von Landschaften und historischen Gebäuden im Breisgau abgedruckt worden, die Lederle erstellt hat. Diese Zeichnungen werden insbesondere von Lokalhistorikern geschätzt, da sie Orte und Gebäude naturgetreu festhielten und so heute einen Einblick in die Vergangenheit gewähren.   